# Eduardo Zuleta Ángel
Eduardo Zuleta Ángel (Barcelona, España, 12 de septiembre de 1899 - Miami, 27 de septiembre de 1973) fue un diplomático, académico, educador, funcionario y político español de ascendencia colombiana, miembro del Partido Conservador Colombiano, siendo representante del ala moderada de los ospinistas.
Ocupó diversos cargos entre ellos los Ministerios de Gobierno, de Educación, de Guerra y el de Relaciones Exteriores durante el gobierno de Mariano Ospina Pérez.

## Biografía
Hijo de Eduardo Zuleta Gaviria (Remedios, Antioquia, 1864 - Bogotá, 1937) político colombiano durante gran parte de su vida y Jefe de la Misión Diplomática en Venezuela y de su esposa Josefa Ángel de Zuleta.
Durante la administración del presidente López Pumarejo, fue elegido magistrado de la Sala Civil de la Corte Suprema de Justicia para el periodo que comenzó el 1 de mayo de 1935. En el gobierno de Mariano Ospina Pérez, se desempeñó como Ministro de Gobierno, Ministro de Relaciones Exteriores en dos ocasiones, Ministro de Guerra y como Ministro de Educación.
Se desempeñó también como Embajador ante Estados Unidos durante el gobierno de Laureano Gómez, en donde fue nombrado Presidente de la Comisión Preparatoria de la Primera Asamblea General de la Organización de las Naciones Unidas.
Fue profesor y rector de la Universidad de los Andes (Colombia) de 1952 a 1953.
Zuleta Ángel falleció en 1973 en Miami.

## Obras
- Él llamado Golfo de Venezuela. Impr. Italgraf., 1971 - 153 páginas.
- El presidente López. Ed. Albon-Interprint, 1968 - 191 páginas.
- Derechos adquiridos: por las personas naturales y jurídicas que al amparo de las leyes 120 de 1919, 14 de 1923 y 72 [de] 1925, hicieron exploraciones geológicas superficiales tendientes a descubrir estructuras propicias a la acumulación de hidrocarburos y formularon ante el gobierno, con la plenitud de las exigencias y condiciones legales, propuestas o denuncias sobre explotación de yacimientos de petróleo de propiedad de la nación: contribución al estudio del proyectado código de hidrocarburos. Editorial de Cromos - 119 páginas.
- El presidente López Pumarejo. Ediciones Gamma, 1986 - 347 páginas.  ISBN 9589510809, ISBN 9789589510803
- Plan Zuleta de relaciones públicas. Unión Panamericana, 1955 - 30 páginas.
- Situación de los créditos ... Editorial Cromos - 52 páginas.
- Derechos adquiridos: contribución al estudio del proyectado código de hidrocarburos. Cromos, 1900 - 118 páginas
- Eduardo Zuleta. Cosmos, 1938 - 157 páginas.
- (En coautoría con Hernán Copete y José Alberto Maldonado) Rescisión por lesión enorme, terrenos del parque nacional: defensa de los intereses nacionales en el juicio promovido contra el estado por Eduardo Zuleta Ángel como mandatario de José Alberto Maldonado y otros. Impr. Nacional, 1939 - 93 páginas.
- La justicia bajo la dictadura. Antares, 1958 - 15 páginas.
- Papeles viejos y nuevos. Tipografía Vargas, 1929 - 204 páginas.
- A Program of Interamerican Public Relations. Pan American Union, 1954 - 54 páginas.